# Vera Guilaroff
Vera Guilaroff (* 26. Oktober 1902 in London, Ontario; † 23. Oktober 1976 in Montreal) war eine kanadische Pianistin und Komponistin.
Guilaroff hatte als Kind Klavierunterricht bei ihrer Schwester Olga, die als Klavierlehrerin in Montreal lebte. Als Jugendliche arbeitete sie als Stummfilmpianistin am Regent Theatre, zunächst als Vertretung, ab 1919 als Nachfolgerin von Harry Thomas. Sie war kurze Zeit Schülerin von Walter Hungerford am McGill Conservatory und trat dann mit Willie Eckstein in Nachtclubs und im Rundfunk als die Piano Ramlers auf, was sie als Princess of the Radio bekannt machte.
In den 1920er Jahren tourte sie mit ihrem Mann, dem Schlagzeuger und Xylophonisten Harry Raginsky durch die Vaudeville-Theater der USA. Ende der 1930er Jahre trat sie in der BBC auf und nahm zwei Platten mit Filmhits bei His Master’s Voice auf. Zwischen 1940 und 1945 trat sie in Montreal im Rahmen der Truppenbetreuung auf, später wandte sie sich der Komposition zu.

## Quelle
- The Canadian Encyclopedia - Vera Guilaroff

| Personendaten    | Personendaten                        |
| ---------------- | ------------------------------------ |
| NAME             | Guilaroff, Vera                      |
| KURZBESCHREIBUNG | kanadische Pianistin und Komponistin |
| GEBURTSDATUM     | 26. Oktober 1902                     |
| GEBURTSORT       | London, Ontario                      |
| STERBEDATUM      | 23. Oktober 1976                     |
| STERBEORT        | Montreal                             |